# فلاگرویل (تگزاس)
فلاگرویل، تگزاس(به انگلیسی: Pflugerville, Texas) شهری در ایالت تگزاس از ایالات جنوبی ایالات متحده آمریکا است. در سرشماری سال ۲۰۰۰، جمعیت این شهر ۲۷۵۳۱ نفر اعلام شد.